# Dolce (muziek)
De term dolce (uit het Italiaans: 'dolce' = 'zacht, lieflijk') wordt in de muzieknotatie gebruikt om aan te geven dat een passage of frase met een lieflijk, teder of zacht karakter gespeeld moet worden.
Men ziet ook:
- dolcissimo, de overtreffende trap (uiterst 'dolce')
- dolcamente (alsof men 'dolce' speelt)
- con dolcezza (met lieflijkheid, zachtheid)
- doux (de Franse benaming, komt vaak voor bij Franse componisten)

Dolce is tevens de naam van een 4- of 8-voets orgelregister met trechtervormige labiaalpijpen, die een zachte klank produceren, die op het geluid van zachtspelende strijkers lijkt.
Karakteraanduidingen zoals 'dolce' worden voor het eerst op grote schaal toegepast in de partituur vanaf de laat-klassieke periode, en nemen een hoge vlucht gedurende de romantiek